# Furore e grida
Furore e grida (De bruit et de fureur) è un film del 1988 diretto da Jean-Claude Brisseau.

## Trama
Dopo la morte della nonna che si prendeva cura di lui in provincia, Bruno torna a Parigi dalla madre con una valigia e una gabbia. Dentro c'è un canarino che, nelle lunghe ore di solitudine del ragazzo - la madre è sempre fuori e l'unico segnale della sua esistenza sono i biglietti con raccomandazioni e consigli, lasciati in giro per la casa - assume le sembianze di altri uccelli (una civetta, un falcone) e lo traghetta in un mondo fantastico, abitato da una seducente signora.
Bruno trascorre il resto della sua esistenza a scuola, in una classe sperimentale per ragazzi difficili. Qui, l'unico che si accorge di lui è Jean-Roger, ragazzo di strada, membro di una banda di teppisti dediti ad ogni tipo di violenza e furto e in permanente guerra contro altre bande e contro la polizia per la difesa del loro territorio nella banlieu. Il maestro di Jean-Roger è stato il padre Marcel (Bruno Cremer), apache parigino, la cui scelta definitiva per l'illegalità è connotata di un tratto di ribellismo anarchico.
Anche la professoressa di Bruno si accorge della solitudine del ragazzo e cerca di vincerne la timidezza col fargli esprimere la ricchezza del suo mondo interiore. Ma il rapporto tra i due, mettendo in gioco anche le pulsioni sessuali di Bruno, si rivela inaccettabile per l'ottusa rigidità burocratica del preside e l'insegnante è costretta a rinunciare.
In un epilogo di Furore e grida, ambientato in una banlieu illuminata dai falò, Jean-Roger, dopo aver cercato con la collaborazione della banda di violentare la fidanzata del fratello Thierry, ferisce quest'ultimo e con la pistola colpisce a morte il padre, intervenuto, appendendolo poi ad un albero. Nemmeno il magico canarino, fuggito dalla gabbia, si sottrae all'ira e all'ebbrezza del ragazzo. Bruno decide così di tornare dalla nonna, nel vuoto, alla sua stella.
Qualche tempo dopo, dal riformatorio, il giovane teppista scriverà alla professoressa:"...quella maledetta sera sono sicuro di averlo sentito parlare con una donna, che però solo lui vedeva..."

## Riconoscimenti
- 1988 - Festival di Cannes
  - Premio Prospettive del cinema francese
  - Premio speciale della gioventù